# Paradiscopus maculatus
Paradiscopus maculatus är en skalbaggsart som beskrevs av Schwarzer 1930. Paradiscopus maculatus ingår i släktet Paradiscopus och familjen långhorningar.
Artens utbredningsområde är Costa Rica. Inga underarter finns listade i Catalogue of Life.